# Uvaria solanifolia
Uvaria solanifolia är en kirimojaväxtart som beskrevs av Karel Presl. Uvaria solanifolia ingår i släktet Uvaria och familjen kirimojaväxter. Inga underarter finns listade i Catalogue of Life.